# Fernando Fernán Gómez
Fernando Fernández Gómez, född 28 augusti 1921 i Lima, Peru, död 28 augusti 2007 i Madrid, var en argentinsk/spansk författare, skådespelare och regissör.

## Utmärkelser
Fernán Gómez har vunnit sex Goyapriser som  skådespelare, manusförfattare och regissör.

## Roller i urval
- 1972 – Ana och vargarna
- 1973 – Bikupans ande
- 1979–1980 – Don Quijote av La Mancha (TV-serie) (röst)
- 1985 – Dödsmässa för en spansk bonde
- 1986 – El viaje a ninguna parte (även regi)
- 1986 – Mambrú se fue a la guerra
- 1992 – Belle époque
- 1998 – Farfadern
- 1999 – Allt om min mamma
- 1999 – Fjärilens tunga
- 2001 – Lázaro de Tormes (manus och regi)